# Ben Hamer
Benjamin John Hamer (sinh ngày 20 tháng 11 năm 1987) là một cầu thủ bóng đá chuyên nghiệp người Anh hiện đang chơi ở vị trí thủ môn cho câu lạc bộ Leicester City.

## Sự nghiệp

### Khởi đầu
Hamer sinh ra ở Chard, Somerset và là 1 cổ động viên của câu lạc bộ Bristol City từ nhỏ. Gia đình của anh chuyển tới sinh sống ở nước Đức khi anh mới có 3 tuổi nên anh nói tiếng Đức khá tốt. Hamer trở lại nước Anh khi lên 8 tuổi vào học tại trường Holyrood ở Chard. Khả năng chơi bóng của Hamer bộc lộ từ sớm, anh được thi đấu cho Somerset ở cấp độ quận và được phát hiện bởi các nhà tuyển trạch bóng đá trẻ của CLB Reading. Hamer ký bản hợp đồng thi đấu chuyên nghiệp với Reading khi đang ở độ tuổi 15.

### Reading

#### Cho mượn ở CLB Crawley Town
Sau khi dành một khoảng thời gian ở học viện trẻ của Reading, Hamer đã đến thi đấu cho Crawley Town dưới dạng cho mượn trong mùa giải 2006-2007. Tại đây, anh được bắt chính tới 45 trận và chỉ lỡ 1 trận trong cả mùa giải, nhận giải thưởng Cầu thủ của mùa giải.

#### Cho mượn ở CLB Brentford
Vào ngày 4 tháng 7 năm 2007, Hamer đã được gia hạn hợp đồng thêm 1 năm với CLB Reading. Anh gia nhập Brentford với bản hợp đồng cho mượn ngắn hạn trong vòng 1 tháng vào ngày 11 tháng 8 năm 2007 và bản hợp đồng đã được kéo dài tới ngày 14 tháng 10 năm 2007. Brentford tiếp tục mượn Hamer vào ngày 1 tháng 1 năm 2008 khi mà thủ thành số 1 của họ là Simon Brown bị chấn thương.
Ben Hamer tiếp tục ký thêm bản hợp đồng 1 năm nữa với Reading và trở lại Brentford lần thứ 3 liên tiếp vào ngày 17 tháng 6. Anh chính là một trong những nhân tố chính giúp cho Brentford vô địch League Two mùa giải 2008-2009 và thăng hạng lên League One. Với màn trình diễn tuyệt vời của mình, Hamer đã nhận được giải thưởng Găng tay vàng Puma của League Two với thành tích giữ được 20 trận sạch lưới trong mùa giải 2008-2009.
Vào ngày 18 tháng 6 năm 2009, Hamer ký tiếp bản hợp đồng có thời hạn 2 năm với Reading với mong muốn cạnh tranh vị trí thủ môn số 1 với Adam Federici. Tuy vậy, Hamer lại tiếp tục được đem cho Brentford mượn.

#### Cho mượn ở Exeter City
Vào ngày 18 tháng 1 năm 2011, Hamer gia nhập CLB thi đấu ở League One là Exeter City với bản hợp đồng cho mượn trong vòng 3 tháng. Hamer có trận ra mắt đội bóng vào ngày 22 tháng 1 năm 2011, trong trận Exeter gặp Walsall.

### Charlton Athletic
Hamer gia nhập đội bóng Charlton Athletic vào ngày 1 tháng 8 năm 2011 với bản hợp đồng 3 năm và ngay lập tức được trao chiếc áo số 1. Anh có trận ra mắt CLB mới vào ngày 23 tháng 8 năm 2011 với đối thủ là CLB cũ Reading ở vòng 1 của League Cup, anh đã giúp Charlton có được chiến thắng với tỉ số 2-1. Hamer thi đấu ổn định và đã cùng Charlton thăng hạng lên thi đấu ở The Championship vào tháng 4 năm 2012 với trận thắng 1-0 trước Carlisle United. Hamer tiếp tục được ra sân thường xuyên nhưng anh đã lỡ vài trận trong mùa giải 2013-2014 vì chấn thương.

### Leicester City
Sau 3 mùa giải thi đấu khá thành công với Charlton Athletic, Hamer đã quyết định chuyển tới CLB Leicester City để được trải nghiệm cảm giác chơi bóng tại Premier League. Anh có trận thi đấu đầu tiên ở giải cao nhất nước Anh vào ngày 13 tháng 9, thay thế cho thủ thành Kasper Schmeichel. Hamer thi đấu tốt và đã giúp The Foxes có được chiến thắng 1-0 trước Stoke City và cũng là chiến thắng đầu tiên của The Foxes từ khi quay trở lại Premier League.
Anh có trận ra sân thứ 2 trong màu áo Leicester City vào ngày 13 tháng 12, đó là trận thua 0-1 trên sân King Power trước nhà vô địch Manchester City. Sau khi thi đấu được 7 trận cho The Foxes, Hamer đã chính thức trở thành sự lựa chọn số 3 cho vị trí thủ môn khi Leicester ký hợp đồng với thủ thành kỳ cựu Mark Schwarzer vào ngày 6 tháng 1 năm 2015.

#### Cho mượn ở Nottingham Forest
Vào ngày 25 tháng 7 năm 2015, Hamer gia nhập Nottingham Forest với bản hợp đồng cho mượn cả mùa. Tuy vậy, Hamer đã trở lại Leicester City trong một thời gian ngắn sau đó vì vấn đề tài chính khó khăn của Nottingham Forest.

#### Cho mượn ở Bristol City
Vào ngày 11 tháng 8 năm 2015, Hamer gia nhập CLB đang thi đấu ở The Championship là Bristol City với bản hợp đồng cho mượn cả mùa. Anh trở lại Leicester City sau khi chỉ ra sân có 5 lần cho The Robins.

## Thống kê sự nghiệp
Số liệu thống kê chính xác tới tháng 12 năm 2016.
| CLB                 | Mùa giải            | Giải đấu            | Giải đấu | Giải đấu | FA Cup | FA Cup | League Cup | League Cup | Khác | Khác | Tổng cộng | Tổng cộng | Tổng cộng |
| CLB                 | Mùa giải            | Hạng                | Trận     | Bàn      | Trận   | Bàn    | Trận       | Bàn        | Trận | Bàn  | Trận      | Bàn       |           |
| ------------------- | ------------------- | ------------------- | -------- | -------- | ------ | ------ | ---------- | ---------- | ---- | ---- | --------- | --------- | --------- |
| Reading             | 2006–07             | FA Premier League   | 0        | 0        | 0      | 0      | 0          | 0          | —    | —    | 0         | 0         |           |
| Reading             | 2007–08             | Premier League      | 0        | 0        | 0      | 0      | 0          | 0          | —    | —    | 0         | 0         |           |
| Reading             | 2008–09             | Championship        | 0        | 0        | 0      | 0      | 0          | 0          | 0    | 0    | 0         | 0         |           |
| Reading             | 2009–10             | Championship        | 0        | 0        | 1      | 0      | 2          | 0          | —    | —    | 3         | 0         |           |
| Reading             | 2010–11             | Championship        | 0        | 0        | 0      | 0      | 2          | 0          | 0    | 0    | 2         | 0         |           |
| Reading             | Total               | Total               | 0        | 0        | 1      | 0      | 4          | 0          | 0    | 0    | 5         | 0         |           |
| Crawley Town (mượn) | 2006–07             | Conference National | 45       | 0        | 1      | 0      | —          | —          | 1    | 0    | 47        | 0         |           |
| Brentford (mượn)    | 2007–08             | League Two          | 20       | 0        | 0      | 0      | 1          | 0          | 0    | 0    | 21        | 0         |           |
| Brentford (mượn)    | 2008–09             | League Two          | 45       | 0        | 2      | 0      | 1          | 0          | 1    | 0    | 49        | 0         |           |
| Brentford (mượn)    | 2010–11             | League One          | 10       | 0        | 0      | 0      | 0          | 0          | 0    | 0    | 10        | 0         |           |
| Brentford (mượn)    | Total               | Total               | 75       | 0        | 2      | 0      | 2          | 0          | 1    | 0    | 80        | 0         |           |
| Exeter City (mượn)  | 2010–11             | League One          | 18       | 0        | 0      | 0      | 0          | 0          | 1    | 0    | 19        | 0         |           |
| Charlton Athletic   | 2011–12             | League One          | 41       | 0        | 0      | 0      | 1          | 0          | 0    | 0    | 42        | 0         |           |
| Charlton Athletic   | 2012–13             | Championship        | 41       | 0        | 0      | 0      | 1          | 0          | —    | —    | 42        | 0         |           |
| Charlton Athletic   | 2013–14             | Championship        | 32       | 0        | 3      | 0      | 2          | 0          | —    | —    | 37        | 0         |           |
| Charlton Athletic   | Total               | Total               | 114      | 0        | 3      | 0      | 4          | 0          | 0    | 0    | 121       | 0         |           |
| Leicester City      | 2014–15             | Premier League      | 8        | 0        | 1      | 0      | 1          | 0          | —    | —    | 10        | 0         |           |
| Bristol City (mượn) | 2015–16             | Championship        | 4        | 0        | 0      | 0      | 1          | 0          | —    | —    | 5         | 0         |           |
| Tổng cộng sự nghiệp | Tổng cộng sự nghiệp | Tổng cộng sự nghiệp | 264      | 0        | 8      | 0      | 12         | 0          | 3    | 0    | 287       | 0         |           |

1. ↑  Appearance in FA Trophy
2. 1 2  Appearance in the Football League Trophy

## Vinh dự
Brentford
- League Two: 2008–09
- Găng tay vàng Puma ở League 2: 2008–09

Charlton Athletic
- League One: 2011–12

## Đường dẫn thêm
- Ben Hamer  Lưu trữ ngày 19 tháng 8 năm 2012 tại Wayback Machine tại Charlton Athletic F.C.
- Ben Hamer tại Soccerbase